# Wally Heider

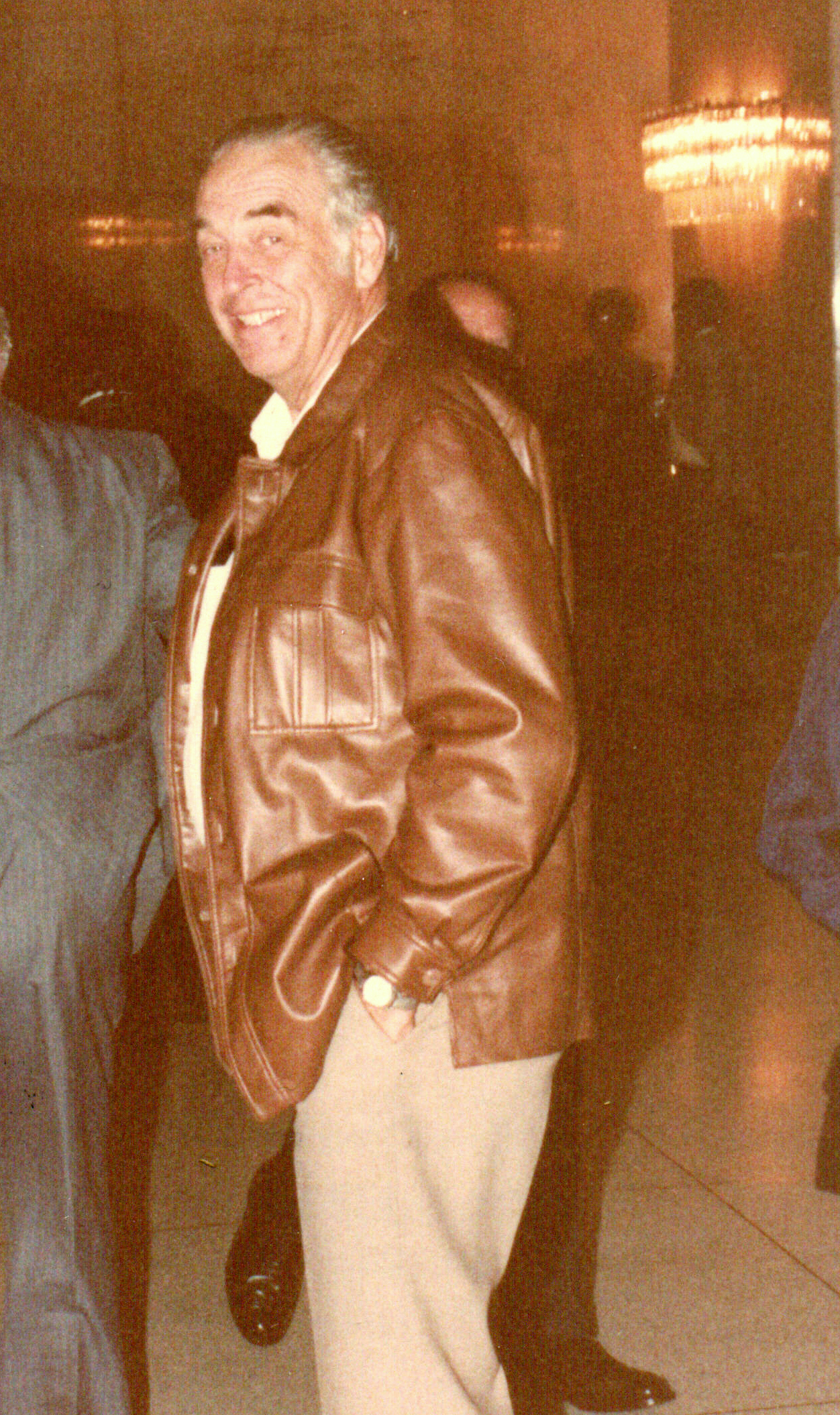
Wally Heider (1980)

Wally Heider  (* 20. Mai 1922 in Sheridan, Oregon, als Wallace Beck Heider; † 22. März 1989 in Santa Clarita) war ein amerikanischer Tontechniker, Tonstudiobesitzer und Musikproduzent, der sowohl als einer der Väter des „San Francisco Sound“ gilt als auch die mobile Tonaufnahmetechnik verbesserte.

## Leben und Wirken
Heider besuchte die University of Oregon, wo er u. a. in einer von ihm gegründeten 12-köpfigen Band Saxophon spielte. Nachdem die Bandleader ihn angewiesen hatten, sich wegen seines schlechten Spiels von den Mikrofonen fernzuhalten, beschloss er, stattdessen Aufnahmen zu machen. Er erwarb einen Abschluss in Jura an der Hastings Law School und war zunächst als Anwalt tätig.
Als Fan der Band von Woody Herman begleitete Heider diese von Auftritt zu Auftritt und nahm jedes ihrer Konzerte mit dem Tonbandgerät auf dem Rücksitz seines Kombiwagens auf. Besonders beeinflusst wurde er von der Arbeit von Bill Putnam, einem Ingenieur, der oft als „Vater“ der modernen Technologie der Studioaufnahmen bezeichnet wird, und arbeitete eine Zeit lang als Assistent in Putnams United Western Studio. Mitte der 1950er Jahre gab Heider seine Tätigkeit als Anwalt auf und gründete sein erstes Aufnahmestudio in San Francisco, wo er sich schnell einen guten Ruf für qualitativ hochwertige Arbeit erwarb und als einer der benutzerfreundlichsten Betriebe seiner Art galt.
Heiders Ruf in den 1960er Jahren gründete hauptsächlich auf seiner Arbeit mit Rockbands. 1964 nahm er für Capitol Records die Beatles bei einem Auftritt im Hollywood Bowl auf – aus einem umgebauten Dodge-Kastenwagen, der mit zwei Ampex-Bandmaschinen und einem Universal-Audio-Mischpult mit 12 Eingängen und 3 Ausgängen ausgestattet war. Nachdem er 1966 das Monterey Jazz Festival aufgenommen hatte, wurde er ausgewählt, 1967 das Monterey International Pop Festival  aufzunehmen (in dem aus dem Festival resultierenden Dokumentarfilm von D. A. Pennebaker ist er am Ende des Teils mit The Who zu sehen, wie er eines seiner Mikrofone vor der Zerstörung rettet).
Dann gründete Heider sein Studio in der Hyde Street in San Francisco, wo er Bands wie The Airplane, Grateful Dead, die Steve Miller Band, Crosby, Stills & Nash und Neil Young aufnahm. Das Studio galt auch als cooler Ort zum Abhängen. Ende der 1960er Jahre erweiterte er sein Geschäft und gründete ein weiteres Studio in Los Angeles. In den 1970er Jahren nahm er auch Eric Burdon & War, Santana, Brewer & Shipley, T. Rex, Hot Tuna, Van Morrison, Gram Parsons, Tom Waits, Kansas, die Doobie Brothers, Creedence Clearwater Revival, Earth, Wind & Fire, Herbie Hancock, die Pointer Sisters, Jefferson Starship, die Ohio Players und die Jacksons auf.
1978 verkaufte Heider das Studio in San Francisco an Filmways. Zu diesem Zeitpunkt war er bereits mit einem Projekt beschäftigt, das ihm sehr am Herzen lag: Er arbeitete Off-the-Air-Aufnahmen und Studio-Airchecks der Bigbands aus den 1930er und 1940er Jahren auf und gründete das Label Hindsight Records, wo er diese Aufnahmen von Benny Goodman, Duke Ellington, Count Basie, Artie Shaw und zahlreichen weiteren Legenden der Swing-Ära in gutem Klang und mit den Besetzungs- und den heute üblichen weiteren diskographischen Angaben zugänglich machte.